# Шамбери
Шамбери (фр. Chambéry) је насељено место у Француској у региону Рона-Алпи, у департману Савоја.
По подацима из 2006. године број становника у месту је био 57.543. Овде постоји РК Шамбери.

## Демографија
| 1962.  | 1968.  | 1975.  | 1982.  | 1990.  | 1999.  | 2006.  | 2011.  |
| ------ | ------ | ------ | ------ | ------ | ------ | ------ | ------ |
| 44.246 | 51.066 | 54.415 | 53.427 | 54.120 | 55.786 | 57.543 | 58.437 |

## Партнерски градови
- Торино
- Албштат
- Ouahigouya
- Кунео